# Lepidochrysops princeps
Lepidochrysops princeps är en fjärilsart som beskrevs av Stoneham 1938. Lepidochrysops princeps ingår i släktet Lepidochrysops och familjen juvelvingar. Inga underarter finns listade i Catalogue of Life.